# Santa Rosa (Misiones)
Santa Rosa é uma cidade do Paraguai, Departamento Misiones. Possui uma população de 20.306 habitantes. Sua economia é baseada na agropecuária e turismo.

## Transporte
O município de Santa Rosa é servido pelas seguintes rodovias:
- Caminho em rípio ligando a cidade ao município de Santa María
- Ruta 01, que liga a cidade de Assunção ao município de Encarnación (Departamento de Itapúa).[1][2][3]